# Совет Безопасности Республики Абхазия
Совет Безопасности Республики Абхазия (сокращённом Совбез Абхазии) — совещательный орган, осуществляющий подготовку решений Президента Республики Абхазия по вопросам обеспечения защищённости жизненно важных интересов личности, общества и государства от внутренних и внешних угроз, проведения единой государственной политики по обеспечению национальной безопасности. Совет безопасности обеспечивает условия для реализации Президентом Республики Абхазия его конституционных полномочий по защите прав и свобод человека и гражданина, охране суверенитета Абхазии, её независимости и государственной целостности.
Согласно Конституции Абхазии, Совет Безопасности формируется и возглавляется президентом страны.

## Расположение
- Абхазия, г. Сухум, наб. Махаджиров, 32